# Modicella reniformis
Modicella reniformis är en svampart som först beskrevs av Giacopo Bresàdola, och fick sitt nu gällande namn av Gerd. & Trappe 1974. Modicella reniformis ingår i släktet Modicella och familjen Mortierellaceae.   Inga underarter finns listade i Catalogue of Life.